# Cérès de 1938
Pour les articles homonymes, voir Cérès et Cérès (timbre).
Le type Cérès de 1938 désigne une série de timbres d'usage courant, utilisée en France entre 1938 et 1942.
Ces timbres représentent la divinité romaine Cérès, d'après le dessin de Jacques-Jean Barre pour les premiers timbres français émis à partir de 1848.

## Histoire

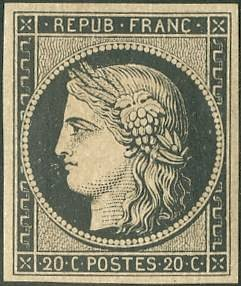
Type Cérès de 1949.

En 1938, pour se conformer aux changements de tarifs de l'année précédente et pour remplacer le type Paix dont le dessin n'a pas convaincu, il est décidé que de nouveaux types réalisés en typographie seront mis en circulation : le type Mercure pour les faibles valeurs faciales, le type Iris pour les valeurs médianes et une nouvelle version de Cérès, reprenant le dessin réalisé par Jacques-Jean Barre pour les timbres émis à partir de 1849, pour les fortes valeurs. Les très fortes valeurs faciales sont, pour leur part, réservées à des timbres gravés en taille-douce.
C'est l'Atelier du timbre qui se charge de concevoir le dessin du timbre, d'en réaliser la gravure et l'impression.
Les timbres sont retirés de la vente progressivement à partir de 1939, ce retrait prenant fin en 1942 sous le régime de Vichy avec la disparition de tous les timbres évoquant la République française soit dans leur symbolique, soit dans leur libellé.

## Description
Les timbres représentent le tête de la divinité Cérès, vue de profil gauche, avec une couronne composée d'éléments végétaux dont des épis de céréales, une feuille de vigne et une grappe de raisin. Le motif et son médaillon rond entouré d'un rang de perles prennent place dans un cadre entièrement redessiné par rapport à l'ancien type. La mention « RF » est placée en haut du timbre, dans chaque angle ; en bas, deux indications de la valeur faciale encadrent le mot « POSTES ».
Les timbres sont imprimés en typographe rotative par feuilles de 100. Ils mesurent 20 × 24 mm et sont dentelés 14 x 13½.
| Valeur faciale | Couleur                    | Émission        | Retrait          | Tirage      |
| -------------- | -------------------------- | --------------- | ---------------- | ----------- |
| 1,75 F         | bleu                       | 2 février 1938  | 20 mars 1939     |             |
| 2 F            | rose-rouge                 | 20 mars 1939    | 14 mars 1942     | 119 920 000 |
| 2,25 F         | outremer                   | 24 janvier 1939 | 28 décembre 1940 | 60 510 000  |
| 2,50 F         | vert                       | 17 janvier 1939 | 18 février 1941  | 71 515 000  |
| 3 F            | lilas-rose                 | 18 avril 1939   | 2 mars 1942      | 88 287 000  |
| 2,50 F         | outremer                   | 20 juin 1940    | 2 mars 1942      | 31 958 000  |
| 1 F sur 1,75 F | bleu (surcharge rouge)     | 2 décembre 1940 | 16 août 1941     | 22 435 000  |
| 1 F sur 2,25 F | outremer (surcharge rouge) | 25 janvier 1941 | 16 août 1941     | 26 710 000  |
| 1 F sur 2,50 F | vert (surcharge rouge)     | 4 mars 1941     | 16 août 1941     | 10 045 000  |

Entre décembre 1940 et mars 1941, trois timbres de la série sont surchargés d'une nouvelle valeur, 1 F, imprimée en rouge sur l'effigie de Cérès sans que l'ancienne valeur faciale ne soit occultée. Cette opération vise à écouler des stocks de timbres inutilisés après les dernières modifications des tarifs postaux.